# 아라벨라 키스바우어
아라벨라 키스바우어(Arabella Kiesbauer, 1969년 4월 8일 ~ )는 오스트리아의 사회자, 작가, 배우이다.